# Plac Wolności we Wrocławiu
Plac Wolności we Wrocławiu, německy Exerzierplatz nebo Schloßplatz, je náměstí a městský park v městské čtvrti Stare Miasto ve Wrocławi (Vratislavi) v Polsku. Nachází se také v Dolním Slezsku v geomorfologickém celku Pradolina Wrocławska a v Dolnoslezském vojvodství.

## Historie a popis
Plocha dnešního náměstí Plac Wolności we Wrocławiu sloužila asi od r. 1750 jako vojenské cvičiště a sousedila s palácem pruských králů. Po porážce pruských obránců města v roce 1807 nařídili napoleonští vítězové rozebrání městských hradeb a na jejich místě byla zřízena rekreační a pěší promenáda. A tak Plac Wolności we Wrocławiu je situován podél promenády Promenada Staromiejska a jižní části městského příkopu, která také vznikla po zboření městského opevnění na Napoleonův příkaz v letech 1810–1812. Náměstí bylo i nadále využíváno k přehlídkám a velkým veřejným oslavám a stalo se jedním ze symbolů pruské moci. V srpnu 1911 se zde konal tzv. komers, tj. setkání profesorů a studentů Vratislavské univerzity v souvislosti s jejím 100. výročím. 10. května 1933 se zde konalo nacisty organizované palení knih. Dne 10. května 1933 se zde za účasti Adolfa Hitlera konal sportovní festival gymnastů. První masovou akcí po skončení druhé světové války byla přehlídka vojáků dne 26. května 1945. Později zde vedla několik let provizorní železniční trať, která sloužila k přepravě sutin a cihel ze zničeného města. Až do poloviny 50. let 20. století se náměstí jmenovalo Plac Prezidenta Bolesława Bieruta. Náměstí bylo a je využíváno také ke kulturním a společenským akcím. Ve 21. století zde byl postaven skatepark, který byl po smrtelném úrazu v roce 2005 zrušen. V letech 2007–2010 probíhaly na náměstí archeologické práce v souvislosti s výstavbou budovy Narodowe Forum Muzyki s koncertním sálem pro 1800 osob, která byla dokončena v roce 2015. Současně s výstavbou Národního hudebního fóra probíhala pod náměstím Wolności výstavba podzemního parkoviště pro 660 automobilů. Archeologický průzkum odhalil starší zbytky hradeb a věží. Ve východní části náměstí se nachází malý městský park.

### Krasnale Filharmonii Wrocławskiej
Poblíž budovy Narodowe Forum Muzyki je na podstavci umístěno typické bronzové sousoší malých vratislavských trpaslíků – krasnalů, kteří představují Wroclawskou filharmonii – Krasnale Filharmonii Wrocławskiej.

## Další informace
Náměstí je celoročně volně přístupné. Kolem vede Cyklistická trasa řeky Odry.

## Galerie

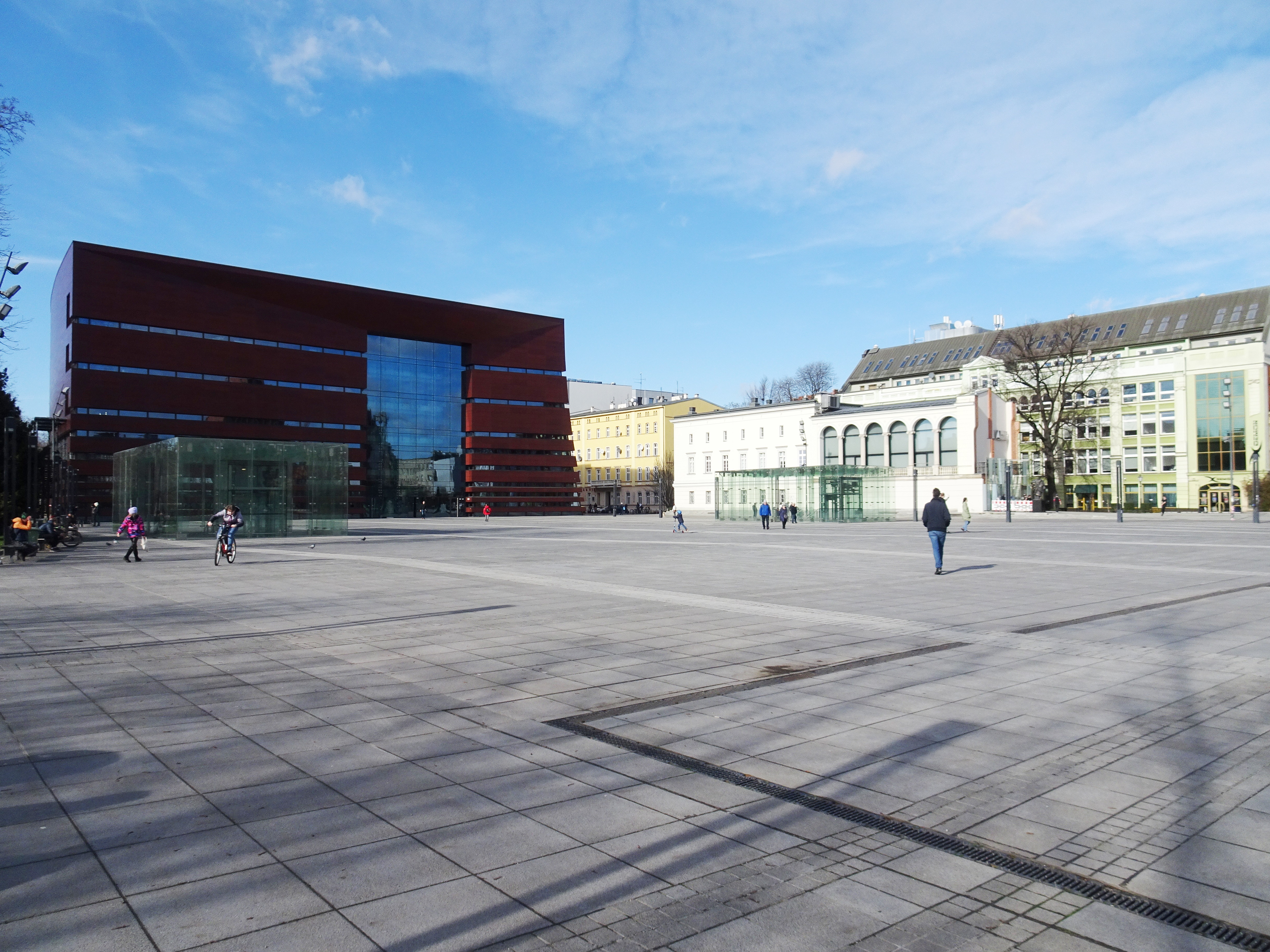
Náměstí s pozadím budovy filharmonie
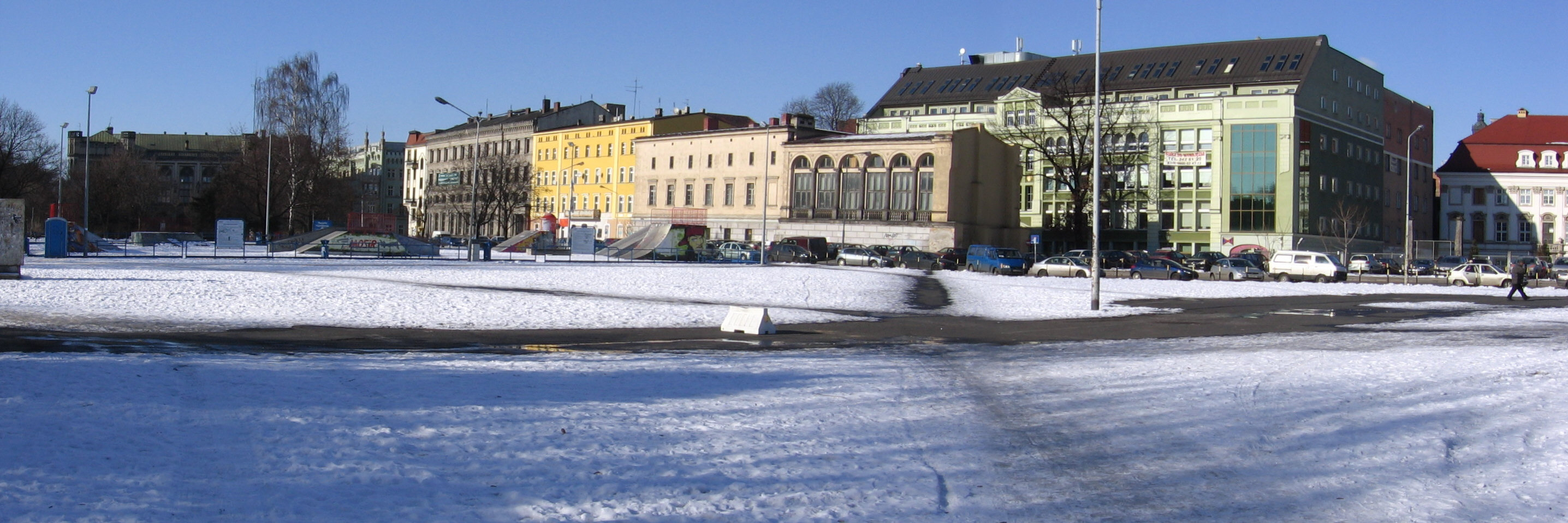
Náměstí v zimě
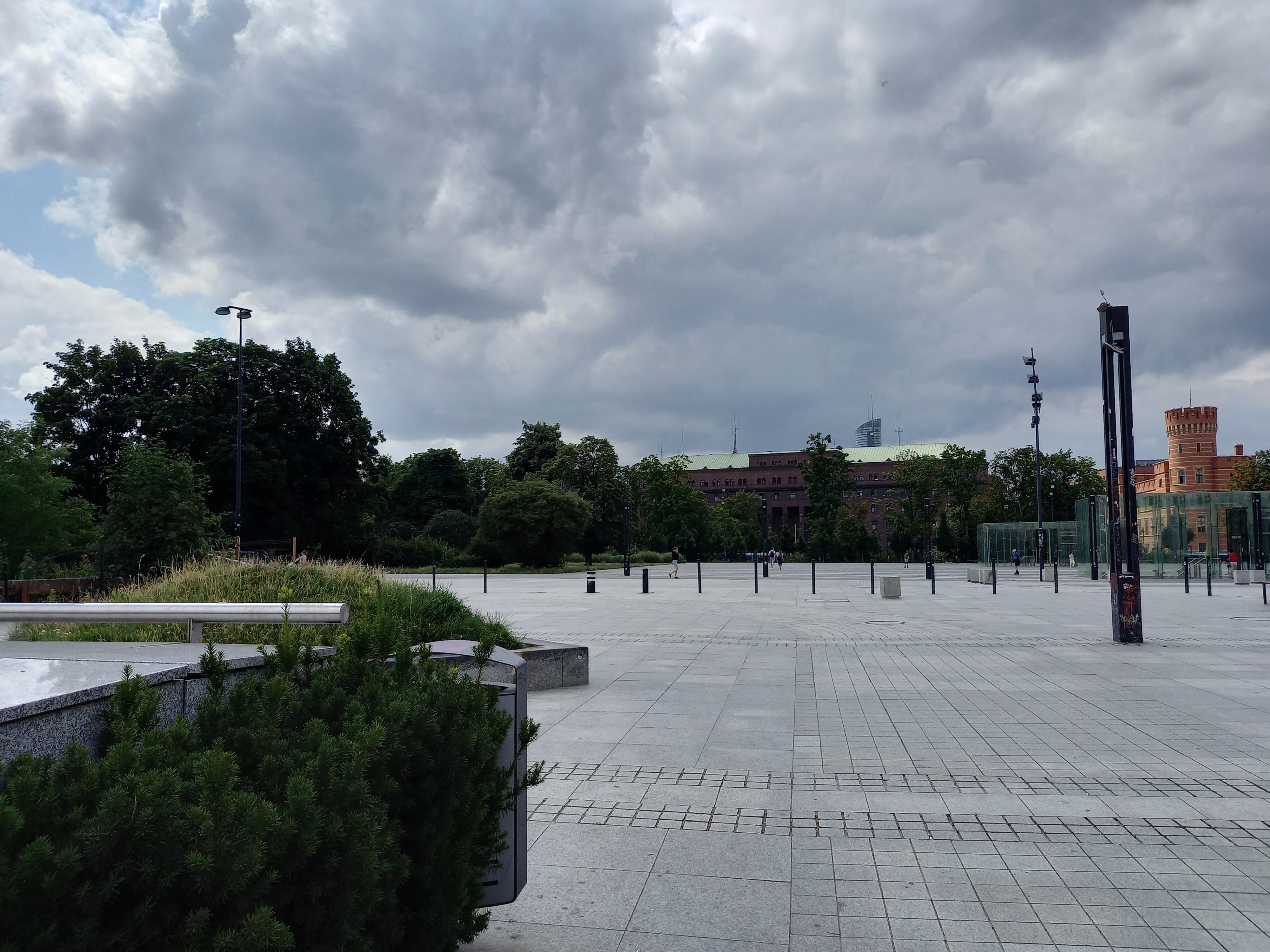
Náměstí v létě
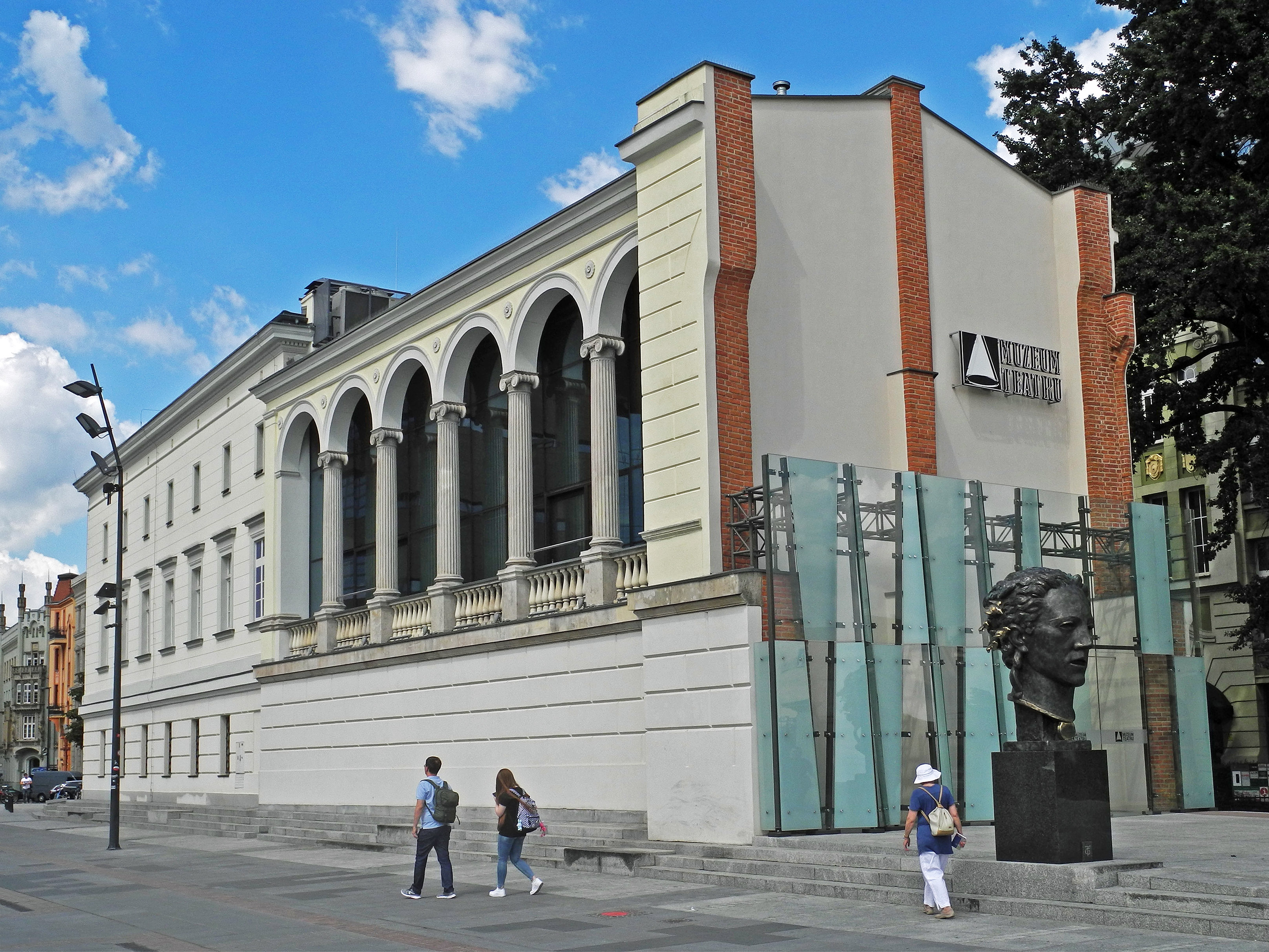
Socha Orfea
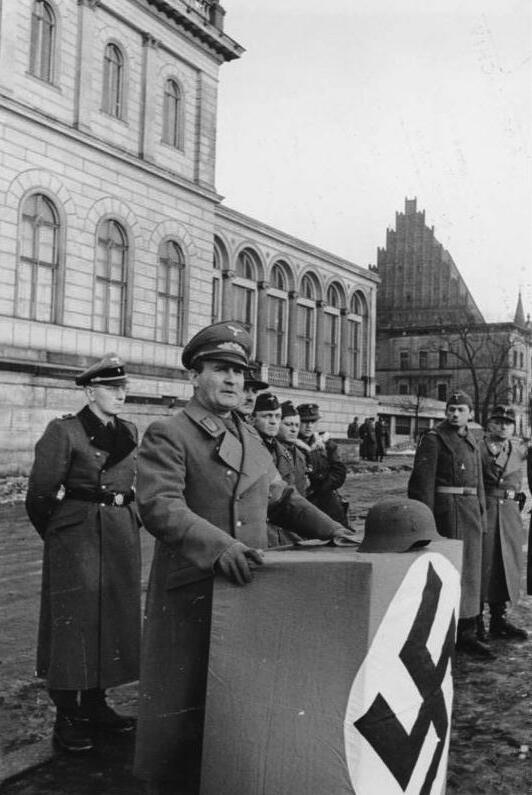
Historická fotografie
Park u náměstí
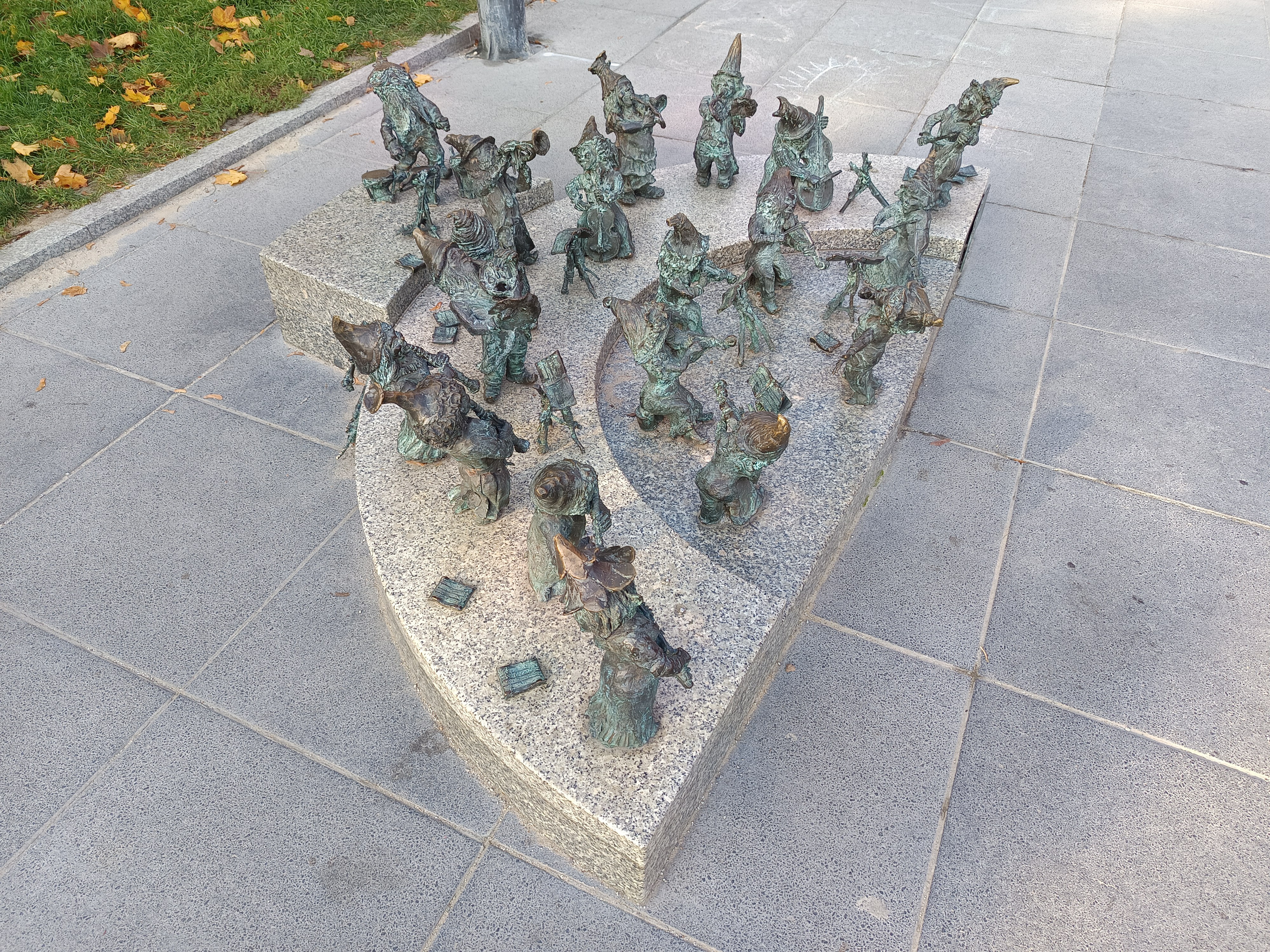
Krasnale Filharmonii Wrocławskiej